# Up All Night (빈지노의 음반)
Up All Night는 대한민국의 힙합 가수 빈지노의 두 번째 EP 음반이다. 프로듀서인 피제이와 함께 디자이너 브랜드 'WOOYOUNGMI' 파리 컬렉션 음악을 총괄하며 기획하였으며 컬렉션 컨셉에 맞게 '자신감 넘치고 예술을 사랑하는 남자'를 모티브로 했다. 2014년 7월 16일에 발매되었으며 연주곡 포함 5곡이 수록되었다.

## 작업
정규 음반을 준비 중에 디자이너 브랜드 WOOYOUNGMI 파리 컬렉션 음악을 맡게 되었고 이어 프로젝트 성 음반으로, 프로듀서 피제이와 함께 진행하였다. 패션쇼의 음악을 만든다는 점, 또한 파리 패션 위크 참석 및 음악 부분을 전적으로 총괄하게 되어 컨셉 아래에서 아무런 제약없이 즐기면서 작업하였다고 밝혔다. 쇼의 컨셉인 '자신감 넘치고 예술을 사랑하는 남자'에서 따와 자유롭고 방탕한 생활을 하는 '망나니'의 하루를 그렸다고 밝혔다.
아트워크는 IAB가 맡았으며, 빈지노가 좋아하는 아이템들을 소품으로 활용하였다. 또한 메인 아트워크는 낙서하듯 그린 그림을 토대로 커버로 완성시켰다고 하였다.

## 활동
2014년 7월 4일, 프로듀서 피제이와 함께 디자이너 컬렉션 음악으로 구상하여 만든 두 번째 EP 음반 Up All Night EP를 발매한다고 알렸다. 이어 9일, 트랙리스트 공개 및 예약 판매를 시작하였다. 총 5곡이 수록되었으며 참여진으로 메이슨 더 소울, 던밀스가 참여하였다.  16일, 온·오프라인으로 발매하였으며 17일 자정, 타이틀곡인 "How Do I Look?"의 뮤직비디오를 공개하였다. 온 스타일 《도전! 슈퍼모델 코리아》 출연자와 함께 출연하였으며 디지페디가 감독을 맡았다.
이후 음반은 케이 인디차트에서 1위를 기록하였다. 이어 8월 14일에는 서울에서 음반 발매 기념 파티를 하였다. 22일에는 KBS2 《유희열의 스케치북》에 출연하였으며 10월 8일, 부산에서 파티 및 25일, 음반 발매 기념 《Jazzy! Camel!, Up All Night!》 콘서트를 가졌다. 또한 미국에서 두 차례 음반 기념 파티를 가졌다.

## 평가
이즘의 정유나는 5점 중 3점을 부여하며, "패션과 생활방식을 섞어 풀어내는 스토리텔링이 돋보인다"고 하며 "아티스트와 패션을 소재로 차별화하였고 인상에 남는 트랙이 부재하다는 아쉬움도 있지만, 일리네어 컴필레이션 앨범과 자신의 정규앨범의 이음새를 잠시 식혀주는 쿨링 브레이크 타임에서 중요하지 않다"고 평가하였다. 힙합엘이 윅엘이는 "음반의 구성은 단촐하고 플레잉 타임은 짧지만, 음반의 전체적인 서사가 뚜렷하다"며 어렵지 않은 언어로 풀어낸 일상의 단편과 그 조각이 모여 완성한 앨범이라는 결과는 짧으나 다른 앨범 못지 않게 강렬하다"고 평가했다. 또한 음반의 타이틀 곡인 "How Do I Look?"에 대해서도, "음악 내적으로 빈지노가 탄탄한 랩 실력을 지녔음을 다시 한 번 팬들과 대중에게 증명하는 곡이다. 피제이가 깔아놓은 트랙 위에서 여유롭게 리듬을 타며 물 흐르듯 랩을 뱉는 빈지노의 모습은 기대했던 모습 그대로다"며 평가하였다.

## 수록곡
| #            | 제목                                    | 작사                   | 작곡                    | 재생 시간 |
| ------------ | --------------------------------------- | ---------------------- | ----------------------- | --------- |
| 1.           | 〈Jackson Pollock D*ck〉                | 빈지노, 피제이         | 피제이                  | 2:41      |
| 2.           | 〈How Do I Look?〉                      | 빈지노                 | 피제이, 캐쉬빌 & 스탤리 | 3:41      |
| 3.           | 〈미쳤어〉 (Feat. 던밀스)               | 빈지노, 던밀스         | 피제이                  | 4:07      |
| 4.           | 〈Up All Night〉 (Feat. 메이슨 더 소울) | 빈지노, 메이슨 더 소울 | 피제이                  | 4:31      |
| 5.           | 〈I Don't Have to Work〉                | ―                      | 피제이                  | 3:08      |
| 총 재생 시간 | 총 재생 시간                            | 총 재생 시간           | 총 재생 시간            | 18:10     |

## 크레딧
- 빈지노 - 작사, 이그제큐티브 프로듀서
- 피제이 - 프로듀서, 이그제큐티브 프로듀서, 코러스
- 캐쉬빌 & 스탤리 - 작곡
- 정유종 - 기타
- 터널 넘버5 - 바이올린
- 던밀스, 메이슨 더 소울 - 피처링, 작사
- 스튜어트 호크스 - 마스터링
- 명용인 - 사진
- IAB - 아트워크